# Bela de Saint Omer
Bela de Saint Omer foi um cavaleiro francês, descendente duma família de Fauquembergues que eram castelões do epônimo Castelo de Saint-Omer. Seu pai, Nicolau I, participou na Quarta Cruzada e recebeu terras na Beócia como recompensa. Ele mais tarde casou-se com Margarida da Hungria, a viúva do rei de Salonica Bonifácio de Monferrato (m. 1207). É incerto quando o casamento ocorreu: relatos tradicionais mencionam que Nicolau morreu já em 1212 ou 1214, mas F. Van Tricht data o casamento para após de 1217.
Bela, que foi nomeado em homenagem a seu avô materno, Bela III da Hungria, foi o filho mais velho do casal, e foi sucedido por seu irmão Guilherme V. Em 1240, Bela casou-se com a irmã do senhor de Atenas e Tebas, Guido I. Como parte do dote dela, recebeu metade de Tebas como seu domínio. Eles tiveram três filhos, Nicolau II (m. 1294), que sucedeu-o em Tebas, Otão (m. antes de 1299) e João (m. 1311), que tornou-se marechal do Principado da Acaia.